# Stefan Scheu
Stefan Scheu (* 25. April 1959 in Stuttgart) ist ein deutscher Biologe mit dem Spezialgebiet Bodenökologie. Er war bis zum Sommersemester 2008 Professor an der Biologische Fakultät der TU Darmstadt. Zum nachfolgenden Wintersemester 2008/2009 folgte er dem Ruf der Georg-August-Universität zu Göttingen und besetzt dort den Lehrstuhl für Tierökologie im Johann-Friedrich-Blumenbach-Institut für Zoologie und Anthropologie.

## Leben
Nach dem Diplom-Studium der Biologie an der Georg-August-Universität zu Göttingen promovierte er dort am Lehrstuhl für Ökologie bei Matthias Schaefer im Bereich Bodenökologie. In dieser Zeit heiratete er und hat aus dieser Ehe zwei Kinder. Sein fachliches Interesse gilt allgemein bodenökologischen Fragestellungen, wobei er sich insbesondere mit der Struktur und Funktion von Bodentiergemeinschaften sowie evolutionsbiologischen Fragen wie der Evolution von Sexualität beschäftigt.
Im Jahre 1998 erhielt er einen Ruf an die TU Darmstadt an den Fachbereich Biologie. Zum Wintersemester 2008/2009 nahm er einen Ruf zurück an die Georg-August-Universität in Göttingen an. Dort übernahm er den Lehrstuhl seines ehemaligen Doktorvaters.